# VkTh Burgundia
Die Vereinigung katholischer Theologen Burgundia (im Collegium Albertinum Bonn) zu Köln am Rhein (V.k.Th. Burgundia Bonn zu Köln) ist eine 1896 gegründete nichtschlagende, katholische Studentenverbindung. Sie ist die letzte noch aktive Theologenverbindung im Kölner Priesterseminar (zuvor im Collegium Albertinum, dem 2024 geschlossenen Theologenkonvikt des Erzbistums Köln), und die einzige seit ihrer Gründung fast durchgängig aktive reine Theologenverbindung Deutschlands.

## Geschichte

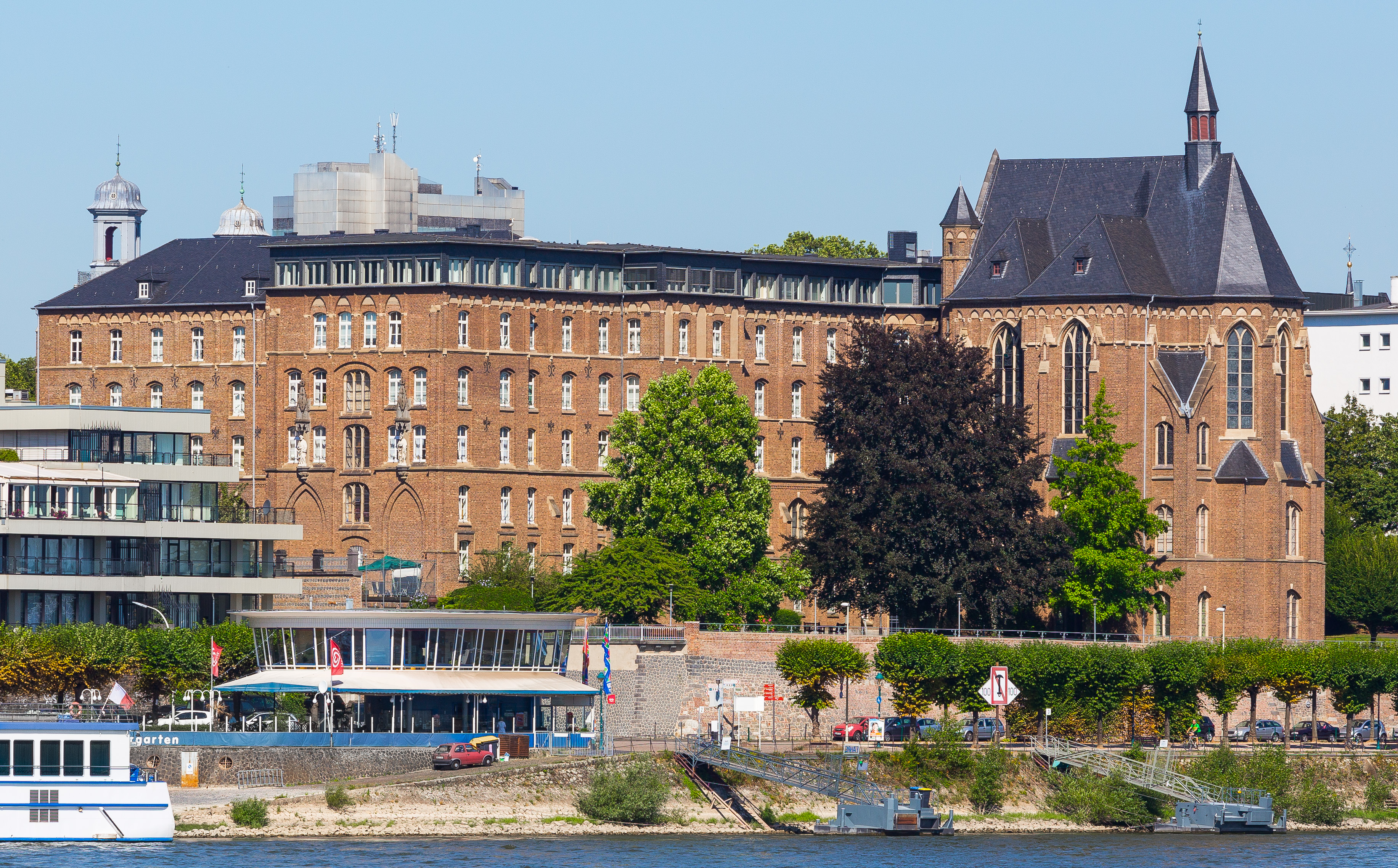
Das Collegium Albertinum in Bonn (2013)

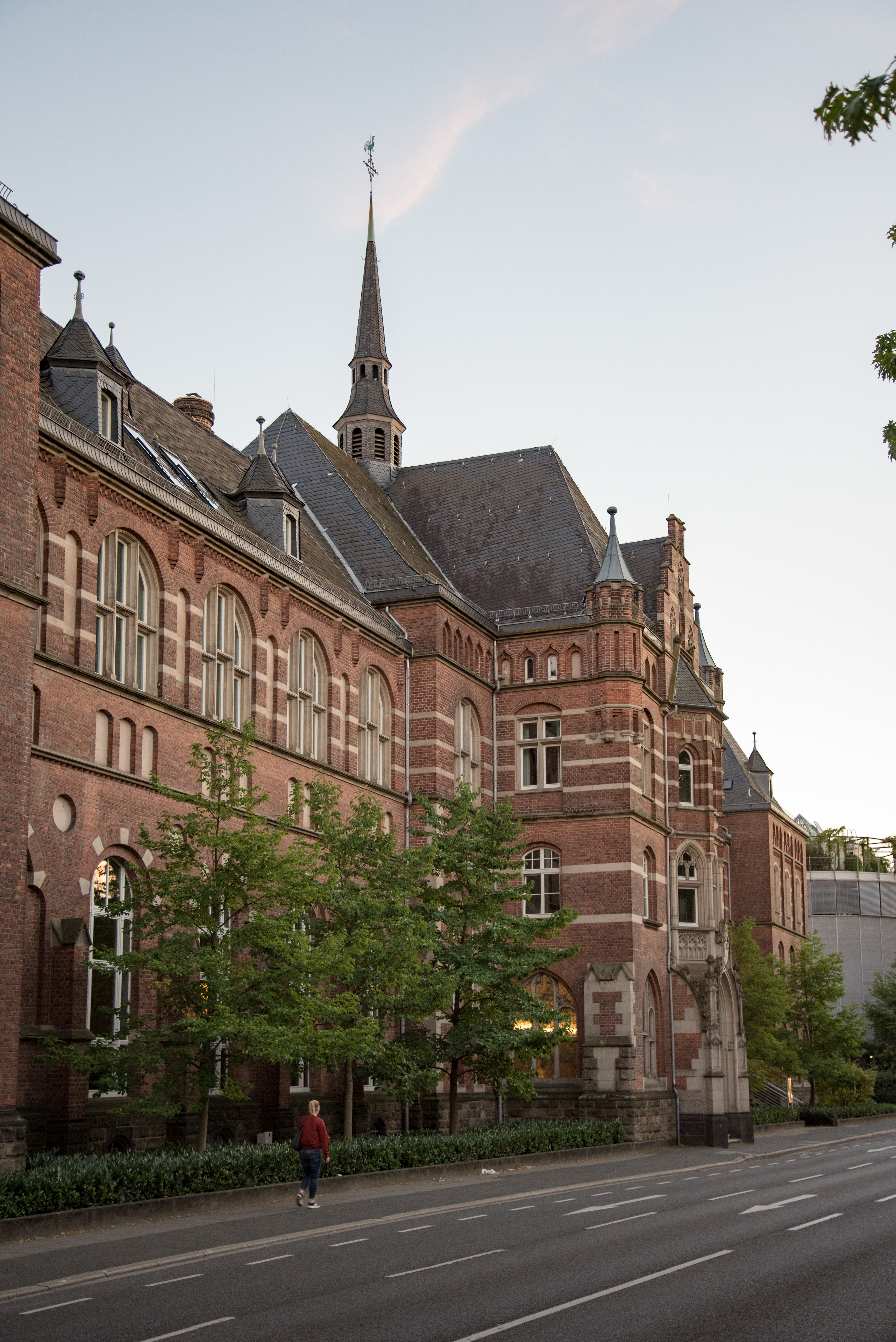
Das Collegium Leoninum in Bonn (2016)

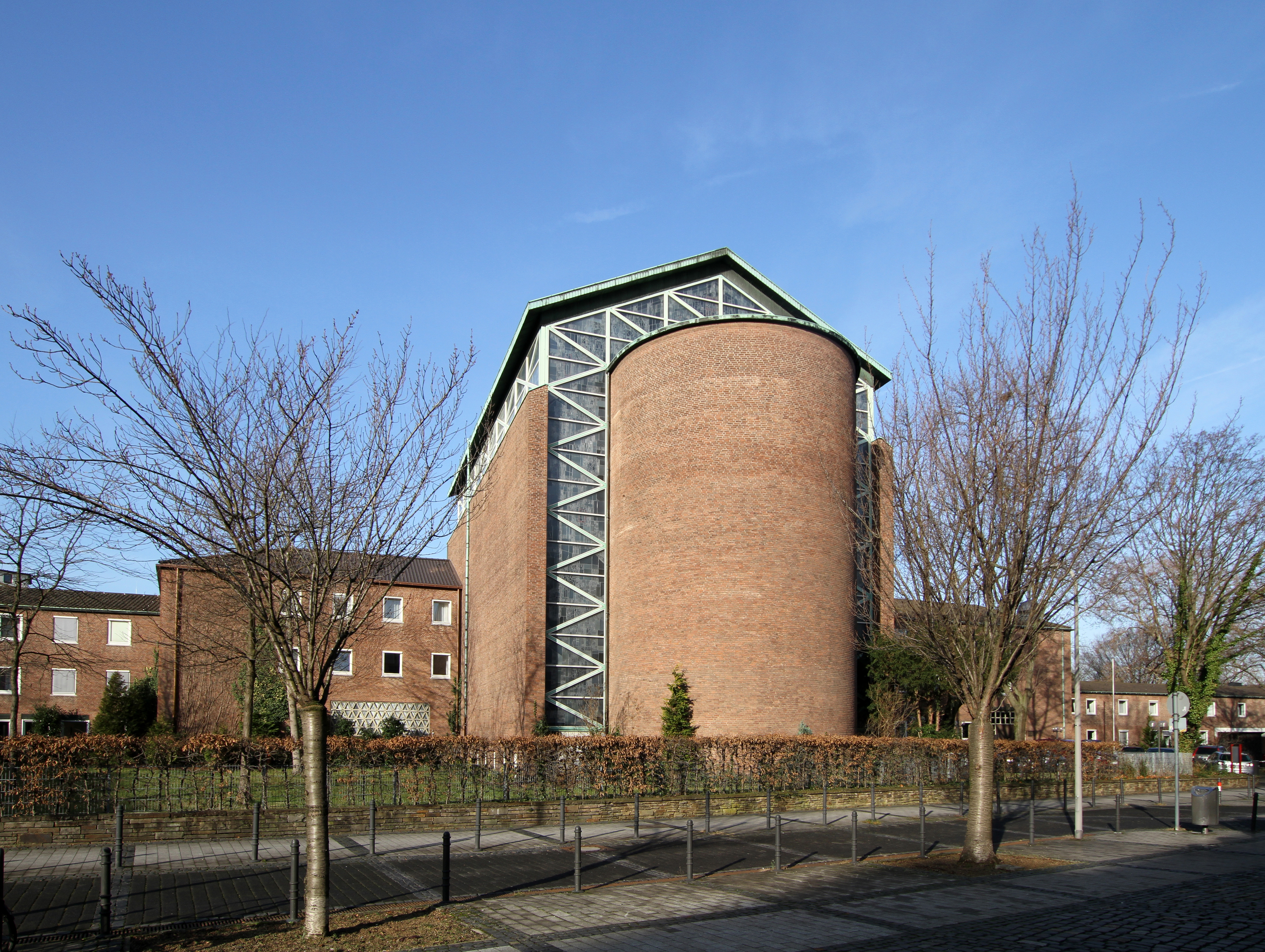
Das Erzbischöfliche Priesterseminar in Köln (2012)

### Entstehung und die ersten Jahre der Burgundia
Mit der Errichtung des Bonner Theologenkonviktes Collegium Albertinum im Jahre 1892 (sowie des später gebauten Collegium Leoninum) und dem einhergehenden Konviktszwang war es den nun verpflichtend dort lebenden Priesterkandidaten nicht mehr möglich, einer studentischen Korporation beizutreten. Im Laufe der ersten Jahre bildeten sich lockere Zusammenschlüsse, sogenannte Tische oder Kränzchen, die sich meist nach den Herkunftsregionen der Priesterkandidaten zusammenfanden. Zwischen 1894 und 1900 konsolidierten sich diese Gruppen und entwickelten sich zu Theologenverbindungen, von denen es insgesamt bis zu 14 gab. Einige sind bereits in den ersten Jahren untergegangen bzw. (später) in Verbindungen außerhalb des Albertinums aufgegangen, andere bestanden bis zum Zweiten Weltkrieg oder darüber hinaus. Nachdem die Burgundia in den 2010er und 2020er Jahren einige Jahre alleine mit einer Aktivitas im Konvikt vertreten war, reaktivierte sich im Sommersemester 2022 die V.k.Th. Aurelia wieder, eine 1900 im Konvikt wieder ins Leben gerufene Theologenverbindung, die bereits 1851 gegründet worden war.
Aus dem Neußer Tisch und einem weiteren Freundeskreis entstand gegen Ende des Sommersemesters 1896 die heutige Burgundia. Die Leitung dieser Gruppe übernahm Johann Heinrich Jäger (1872–1923), später Pfarrer in Friemersheim. Zunächst nannte sie sich Agraria, ab 1900 Roerania (nach der Rur, was die Bezüge zum Raum Düren anzeigen sollte), ab 1902 wieder Neußer Tisch und seit dem 5. September 1905 endgültig Burgundia (Anklang an die Burgunderkriege im 15. Jahrhundert). In diesen ersten Jahren des 20. Jahrhunderts gab man nicht nur den regionalen Charakter auf, sondern es wurde auch der korporationsstudentische Charakter deutlicher: Farben, Wappen, Zirkel und Prinzipien wurden eingeführt; 1904 fand der erste schriftlich festgehaltene Burschenconvent statt, und es wurde als Wichs Schärpen, Barette und Rapiere angeschafft.
Im Sommersemester 1907 verbot der Kölner Erzbischof, Anton Kardinal Fischer, die Aufnahme neuer Mitglieder. Dieses Verbot wurde zwar bereits ein Jahr später wieder aufgehoben, dennoch musste die Burgundia „wegen allzu geringer Mitgliedschaft“ im Sommersemester 1910 aufgelöst werden. Am 7. Mai 1911 konnte sie mit 14 Aktiven wiederbegründet werden und trat im Folgemonat dem 1898 gegründeten Verein katholischer Theologen, dem Dachverband der Bonner Theologenverbindungen, bei. 1912 hat sich die Altherrenschaft bereits so konstituiert, dass ein erster Philistersenior gewählt wurde; dabei handelte es sich um den Immendorfer Pfarrer Peter Küpper (1872–1923), der die Burgundia mitgegründet hatte. Im Ersten Weltkrieg kam das Verbindungsleben zum Erliegen, insgesamt 28 Burgunden nahmen am Kriegsgeschehen teil, acht fielen.

### Burgundia zwischen den Weltkriegen
Nach dem Ersten Weltkrieg konnte die Verbindung schnell wieder aufleben. So wurden 1924 die Kneipcouleur wieder eingeführt, 1925 eigene Liederbücher gedruckt und 1927 Fahne und Vollwichs angeschafft. Nachdem der Text der bisherigen Farbenstrophe, der die Farbe Rot als Zeichen der Treue zu Papst und Kaiser ausgedeutet hatte, nach dem Ende der Monarchie in Deutschland obsolet geworden war, man sich aber erst im Herbst 1919 für einen neuen Text an dieser strittigen Stelle entschieden hatte („Glaube und Heimat“ statt „Papst und Kaiser“), wurde 1924 eine neue Farbenstrophe geschaffen, die mit kleinen Änderungen bis heute gesungen wird. Ebenfalls 1924 erschien die erste Ausgabe der Burgundenblätter, eines bis zum Zweiten Weltkrieg achtmal unregelmäßig erschienenen Periodikums unterschiedlichen Umfangs. Nach dem Zweiten Weltkrieg erschienen bis 1960 acht weitere Hefte. 1929 stiftete Burgundia eine Kanzel für die Kirche St. Engelbert in Pattscheid als Gedächtnismal für die im Ersten Weltkrieg gefallenen Burgunden.
Im Umfeld der Katholischen Jugendbewegung entstand zwischen den Weltkriegen ein Konflikt um die Ausrichtung der Burgundia. Bereits 1920/21 schlossen sich einige Anhänger der Jugendbewegung der Burgundia an, und es entstanden erste Diskussionen unter den Schlagworten des „Alt- und Neustudententums“ zum Einfluss der Jugendbewegung, namentlich des Quickborn und des Bundes Neudeutschland, im Collegium Albertinum und den Theologenverbindungen. Der Einfluss der Jugendbewegung in der Burgundia wurde vor allem durch vermehrte sportliche Betätigung deutlich, die 1929 im Eintritt der Burgundia in die DJK mündete. Auch die Nutzung des Begriffs Bund statt Vereinigung oder Verbindung ab 1928 ist in diesem Kontext zu sehen. Verhärtete Fronten führten 1927/28 zu einer vorübergehenden Spaltung der Burgundia in verschiedene Lager, die jedoch durch Aussitzen der Thematik und durch den Versuch der Synthese der Ideen beider Lager zunächst überwunden werden konnte. Anfang der 1930er Jahre flammte der Konflikt um die Ausrichtung der Burgundia wieder auf. Infolgedessen beschloss der Convent vom 11. Dezember 1933 zum Zweck des „Umbaus“ der Verbindung, „dass Prinzipien, Statuten, Kouleur u.s.w. abgeschafft werden und dem Senior die Vollmacht gegeben werde, aus unseren alten Statuten das an Formen zu erhalten, was unserem neuen Wollen und dem inneren Ausbau entspricht“. Es folgte eine Spaltung der Vereinigung in drei Lager: „die extrem Jugendbewegten, die gemäßigten Neustudenten und die Verfechter der alten Form.“ Nach dem Rücktritt des Seniors des Sommersemesters 1934 und der Erarbeitung neuer Statuten der Burgundia durch den Senior des Sommersemesters 1935, Bruno Wüstenberg, die wieder eine Synthese aus alten und neuen Ideen darstellten, konnte die Krise um die Ausrichtung der Burgundia in der Zeit nach dem Ersten Weltkrieg beendet werden.
Infolge des sogenannten Himmler-Erlasses vom 20. Juni 1938 zum Verbot der katholischen Korporationsverbände und deren Mitgliedsverbindungen hob der Kölner Erzbischof, Karl Joseph Kardinal Schulte, auch die Theologenverbindungen auf. Zwei Tage nach dem Verbot durch das Reichsinnenministerium, am 22. Juni 1938, feierte Burgundia ihr letztes Stiftungsfest vor dem Zweiten Weltkrieg in Bonn. Unter dem Namen Gebetsgemeinschaft St. Martin konnte die Vereinigung als religiöse Gruppierung weiterbestehen. Der damalige Philistersenior Hermann Joseph Faßbender konnte mittels Feldpostbriefen den Kontakt zu den Verbindungsmitgliedern halten und so den Bestand der Vereinigung über den Zweiten Weltkrieg hinaus sichern. Am 13. Oktober 1943 lud der Burgunde Johannes Joseph van der Velden anlässlich seiner Bischofsweihe seinen Freundeskreis zu einer Zusammenkunft nach Aachen ein, zu der etwa 70 Burgunden kamen, womit das Verbot der katholischen Verbindungen umgangen wurde. 33 Burgunden wurden eingezogen, davon fielen fünf Burgunden und einer starb in russischer Kriegsgefangenschaft; zwei Alte Herren starben bei Fliegerangriffen. Außerdem gingen im Krieg das umfangreiche Archiv und der Wichs verloren.

### Burgundia nach dem Zweiten Weltkrieg
Bereits im Wintersemester 1946/47 konnte das Aktivenleben der Burgundia wiederaufleben. Zwei Burgunden kehrten wieder zurück, drei weitere konnten als Füchse aufgenommen werden. Schon im Wintersemester 1947/48 wuchs die Aktivitas auf zehn Personen, und am 1. Dezember 1948 feierte man das erste Stiftungsfest nach dem Zweiten Weltkrieg in Bonn. Infolge der wachsenden Aktivitas entstanden Diskussionen um die zukünftige Verfassung der Burgundia, die im Laufe der 1950er Jahre durch die Verabschiedung der neuen Satzungen 1959 abgeschlossen werden konnten. Für das Sommersemester 1948 wurden die Chargen erstmalig wieder per Wahl bestimmt, und auch die Wiedereinführung der Kneipcouleur 1948 sowie die Anschaffung von Schärpen für die Chargierten 1955 deutet auf eine erstarkende Burgundia mit korporationsstudentischem Charakter hin. In den 1950er Jahren war die Burgundia in beiden Bonner Konvikten stark vertreten. Mit dem Umzug der Essener Priesterkandidaten nach Essen bzw. Bochum und der Konzentration der Aachener Priesterkandidaten auf das Collegium Leoninum in den 1960er Jahren, verstand sich die Burgundia immer mehr als im Collegium Albertinum ansässige Theologenverbindung.
Am 18. Juni 1953 wurde ein Freundschaftsverhältnis mit der KDStV Ripuaria Bonn begründet, das bis heute besteht. Auch die Ripuaria war 1863 ursprünglich als homiletischer Theologenverein gegründet worden, öffnete sich jedoch nach Gründung des Collegium Albertinum für katholische Studenten jeglicher Fachrichtung. Dem Freundschaftsabkommen ging eine Diskussion über Burgundias „Verhältnis zu den nichttheologischen Korporationen“ voraus. Dieses Freundschaftsverhältnis erwies sich für die Burgundia als hilfreich, als sie im Zuge der sogenannten 68er-Bewegung in eine Existenzkrise geriet. Mitglieder der KDStV Ripuaria übernahmen gemeinsam mit Theologiestudenten, die nicht den Priesterberuf anstrebten, den Aktivenbetrieb. In diesem Zusammenhang ist auch die Abschaffung der Fuchsenzeit im Jahre 1971 zu sehen. Seit 1972 scheint der Bestand der Burgundia gesichert zu sein.
Mit dem Umzug der gesamten Priesterausbildung (also auch in der Studienphase) aus dem Collegium Albertinum in Bonn in das Gebäude des Erzbischöflichen Priesterseminars in Köln zu Beginn des Jahres 2024 verlegte auch die V.k.Th. Burgundia ihren Sitz dorthin und passte ihren Namen an.

## Besondere Tradition einer Konviktsverbindung
Als Theologenverbindung besteht ein „Fachprinzip“ für die Aufnahme neuer Mitglieder. Die Burgundia nimmt nur männliche Mitglieder auf, vornehmlich Theologiestudenten aus dem Collegium Albertinum, die sich auf den Priesterberuf vorbereiten. Daraus ergibt sich eine vergleichsweise große Zahl von Bischöfen, Priestern und Diakonen unter den Mitgliedern. Zurzeit (Stand 2021) sind dies etwa 55 % der Altherrenschaft, d. h. der nicht mehr studierenden Mitglieder (2001: 61 %; 1985: 70 %; 1963/64: 80 %; 1949: >90 %). Da sich Burgundia als Lebensbund versteht, bleiben aber auch Burgunden, die den Studiengang bzw. -ort wechseln, die Priesterausbildung verlassen oder auch aus dem ggf. ergriffenen priesterlichen Dienst ausscheiden, weiterhin Mitglieder der Verbindung. Vor allem während der Krise Ende der 60er Jahre wurden ausnahmsweise auch Nichttheologen (aus der Freundschaftsverbindung Ripuaria) als sogenannte „Stützburschen“ aufgenommen, die gemeinsam mit Theologiestudenten, die keine Priesterkandidaten (mehr) waren, den Aktivenbetrieb übernahmen.  Neben den studentischen (Aktivitas) und den bereits im Beruf stehenden Mitgliedern der Verbindung (Altherrenschaft) sowie Ehrenmitgliedern, denen aufgrund persönlicher Verdienste um die Verbindung das Burgundenband verliehen worden ist, kennt die Verbindung auch sogenannte Amici (früher Bundesfreunde), die der Verbindung nahestehen, aber keine Vollmitglieder werden können oder möchten, weil sie z. B. nicht (Theologie) studieren oder keine Priesterkandidaten sind.
Im Vergleich zu anderen Verbindungen bedurften die Bonner Theologenverbindungen in der Anfangszeit nicht nur der universitären Anerkennung, sondern auch der Bestätigung durch die erzbischöfliche Behörde. Daher waren und sind sie bis heute in einem gewissen Maße abhängig von der Beurteilung durch den Hausvorstand des Theologenkonvikts. Aufgrund der Vielzahl der Theologenverbindungen gehörte jedoch schon Anfang des 20. Jahrhunderts ein großer Teil der neugeweihten Priester einer dieser Vereinigungen an, sodass ihre Existenz nach dem Aufnahmeverbot durch den Kölner Erzbischof zwischen 1907 und 1908 nicht mehr grundsätzlich infrage gestellt wurde. So gehört auch der aktuelle Erzbischof von Köln, Rainer Maria Kardinal Woelki, einer Theologenverbindung, der 1900 gegründeten St.V.k.Th. Rhenofrankonia, an. Seit Mitte der 2010er Jahre ist die V.k.Th. Burgundia die einzige fast durchgängig aktive Theologenverbindung im Collegium Albertinum. Zuvor hatte noch die 1898 gegründete K.Th.St.V. Colonia eine Aktivitas im Konvikt. Im Sommersemester 2022 reaktivierte sich eine 1851 gegründete, aber seit den 1990er Jahren inaktive Theologenverindung im Collegium Albertinum, die V.k.Th. Aurelia. Am Tübinger Theologenkonvikt Wilhelmsstift besteht mit der 1958 gegründeten AV Albertus Magnus eine weitere Konviktsverbindung. Sie verwarf jedoch im Laufe der Zeit das Fachprinzip und ist seit den 1990er Jahren eine gemischte katholische Studentenverbindung für Studierende aller Fachrichtungen.
Die V.k.Th. Burgundia gehört anders als die meisten katholischen Verbindungen keinem Dachverband an. Aufgrund der Vielzahl der Theologenverbindungen in Bonn gründete sich 1898 der Verein katholischer Theologen (VkTh, später Vereinigung) als Dachverband der damals zwölf Theologenverbindungen an den Bonner Konvikten. Der VkTh nahm aufgrund seiner Größe bis zum Ersten Weltkrieg eine führende Stellung in der Vertreterversammlung der katholischen Korporationen ein. Die Theologenverbindungen an den Bonner Konvikten waren an der Universität nur über den VkTh als Korporation anerkannt, nicht aber als selbstständige Verbindungen. Die Verselbstständigung der einzelnen Theologenverbindungen, die einen größeren Einfluss in den studentischen Ausschüssen bedeutet hätte, wurde im Sommersemester 1928 durch das Erzbistum Köln nicht gestattet. 1933 wurde der VkTh als Bund katholischer Theologen gleichgeschaltet und löste sich 1935 selbst auf. Nach dem Zweiten Weltkrieg gründete sich der Dachverband als Vereinigung katholischer Theologen 1951 wieder. Dem Ausschuss zur Vorbereitung dieser Wiederbegründung stand ein Mitglied der Burgundia vor. Erst 1958 wurden die Satzungen durch das Erzbistum genehmigt. 1964 wurde die Verbandstätigkeit aufgrund von Desinteresse eingestellt. Die V.k.Th. Burgundia gehörte ihm von 1911 bis 1920 und ab 1922 bis zur Auflösung im Jahre 1964 an und war von 1924 bis 1933 mit Ausnahme weniger Semester die größte Verbindung im VkTh. Viermal stellte die Burgundia den VkTh-Senior. Gleichzeitig trat sie während der Richtungsdiskussionen in den 20er Jahren im Zuge der Jugendbewegung 1929 der DJK bei. Auch während der Mitgliedschaft in der VkTh und bis heute ist es Mitgliedern der Burgundia erlaubt, katholischen Verbindungen anderer Dachverbände beizutreten.
Da die Burgundia anders als die meisten Verbindungen kein eigenes Verbindungshaus besitzt, sondern ihren Sitz im Collegium Albertinum hat, war es für sie lange nicht möglich, Kneipen oder andere Verbindungsveranstaltungen in eigenen Räumlichkeiten zu veranstalten. Dafür wich sie häufig auf umliegende Gaststätten oder andere Verbindungshäuser aus. Dafür war der Mittwoch als sogenannter Theologensonntag vorgesehen, dessen Nachmittag bis heute an der Katholisch-Theologischen Fakultät der Universität Bonn vorlesungsfrei ist. Noch heute besteht das Programm der Burgundia vornehmlich aus Besuchen bei den im Berufsleben stehenden Mitgliedern.
Im Unterschied zu den meisten anderen Verbindungen hat die V.k.Th. Burgundia seit 1971 keine Fuchsenzeit mehr. Die Entscheidung, diese abzuschaffen, hängt mit einer Existenzkrise Ende der 1960er Jahre zusammen, durch die der Aktivenbetrieb fast eingestellt werden musste. Die Tatsache, dass neue Mitglieder nun sofort bei Eintritt Vollmitglieder, sogenannte Burschen, sind, soll auch der Priesterausbildung gerecht werden, die in der Mitte des Studiums zwei Freisemester an einer anderen Fakultät vorsah und seit den 2020er Jahren nach bereits einem Studienjahr mindestens zwei Jahre außerhalb des Albertinums vorsieht.
Der 1927 angeschaffte Vollwichs ging im Zweiten Weltkrieg verloren. Eine Wiedereinführung kam danach nicht infrage und auch die Einführung des Salonwichs, bestehend aus schwarzem Anzug, weißen Handschuhen, Cerevis und Schärpe, wurde im Juni 1955 kontrovers diskutiert. So wurden laut Eigendarstellung „die noch brauchbaren Eigentümlichkeiten des korporativen Studententums verwertet, aber die unpassende Studentenromantik durch neue Werte ersetzt.“

## Organisation und äußeres Auftreten

### Leitung und Gremien
Die Verbindung wird vom Chargenkabinett geleitet, das aus dem Senior (Chargenzeichen ×), dem Consenior (××) und dem Geschäftsführer (×××) besteht. Bis zur Abschaffung der Fuchsenzeit 1971 bestand die Charge des Fuchsmajors (FM), die dann zugunsten des Geschäftsführers abgeschafft worden ist. Der Altherrenschaft stehen Philistersenior (Phil×) und Philisterconsenior (Phil××) vor.
Über die Belange der Verbindung wird basisdemokratisch auf den Conventen entschieden. Burgundia unterscheidet zwischen dem Burschenconvent der Aktivitas, der mindestens zu Beginn und zum Ende eines jeden Semesters abgehalten wird, und dem Cumulativconvent aller Mitglieder, der einmal jährlich stattfindet und über besonders wichtige Angelegenheiten berät.

### Farben, Wappen und Zirkel
Mit der Einführung von Farben, Wappen und Zirkel in den ersten Jahren des 20. Jahrhunderts gab sich die Theologenvereinigung einen korporationsstudentischen Charakter. Als Farben wurden rot-weiß-gold gewählt, wobei rot und weiß die Stadtfarben von Neuss aufnehmen.
Auch das heutige Wappen ist spätestens seit etwa 1904 oder 1905 durchgängig in Gebrauch. Im Laufe der Zeit gab es nur einige Farbanpassungen. Blasonierung: Der Schild ist gespalten und geteilt und mit einem Herzschild belegt. Die Nähte der Spaltung und Teilung sind mit einem silbernen (weißen) geschweiften Prankenkreuz belegt. Der Herzschild zeigt in drei rechten Schrägbalken die Farben der Verbindung rot, weiß und gold mit dem Zirkel der Verbindung. (1) Heraldisch rechts oben in rot zwei mit einem goldenen Eichenkranz umgebene verschlungene Hände in natürlichen Farben, Zeichen der amicitia. (2) Das Feld links oben ist wiederum gespalten: rechts in gold ein rot bewehrter schwarzer Doppeladler, darüber eine mit roten Nackenbändern versehene Reichskrone, links ein in rot ein silbernes von gold und schwarz begrenztes Fadenkreuz. (3) Rechts unten ein rot bewehrter schwarzer Adler. (4) Links unten in gold ein rotes Herz auf einem schwarzen Anker, der mit einem schwarzen Kreuz gekreuzt ist. Auf dem Spangenhelm mit einer von Edelsteinen besetzten Laubkrone drei Straußenfedern in den Farben rot, weiß (silber) und gold. Die geblatteten Helmdecken sind rechts rot / weiß (silber) und links rot / gold. Beim zweiten Feld handelt es sich um eine Abwandlung des Neusser Stadtwappens. Ältere Darstellungen des Wappens der Burgundia bzw. des Neußer Tisches zeigen es teilweise noch unverändert mit goldenem Adler auf schwarzem Grund und ohne Reichskrone. Vor 1991 war der schwarze Adler im dritten Feld auf weißem (silbernem) Grund dargestellt.
Der Zirkel erhielt seine heutige Form aufgrund der endgültigen Namensänderung von Neußer Tisch in Burgundia 1905. Nach verbreiteter Deutung enthält er die Buchstaben V, C und F für „Vivat, crescat, floreat“ (Es lebe, wachse, blühe) sowie deutlich erkennbar das B für „Burgundia“.

### Couleur
Der Comment der Burgundia orientiert sich am Comment des Cartellverbandes (CV). So ist Burgundia farbentragend, d. h. bei Veranstaltungen tragen die Mitglieder der Verbindung das Burschenband in den Farben der Verbindung mit silberner Perkussion. Bis zur Abschaffung der Fuchsenzeit 1971 trugen Füchse ein rot-goldenes Band. Der Senior der Verbindung trägt seit 2011 als Amtsband ein Band der Freundschaftsverbindung Ripuaria mit eingesticktem Wahlspruch Einer für alle, alle für einen! gekreuzt über dem Burgundenband.
Die älteste nachweisbare Kopfcouleur ist eine rote sogenannte Biertonne mit eingesticktem Zirkel, die bis heute in Gebrauch ist. Verbreiteter ist seit den 2000er Jahren eine rote Tellermütze mit Farbstreifen in rot-weiß-gold. Teilweise war Hinterhauptkopfcouleur in denselben Farben in Gebrauch.

## Bekannte Mitglieder
- Karl Eschweiler (1886–1936), dem Nationalsozialismus nahestehender Professor für Systematische Theologie in Braunsberg (1928–1936), Mitglied seit 1906[42]
- Johannes Joseph van der Velden (1891–1954), Bischof von Aachen (1943–1954), Mitglied seit 1911, Philistersenior 1921–1924
- Jakob Hubert Eschweiler (1894–1965), Kunsthistoriker, Diözesanmuseumsdirektor in Köln (1926–1938), Mitglied seit 1914
- Eduard Stommel (1910–1958), Professor für Kirchengeschichte in Bonn (1957–1958), Mitglied seit 1930, Philistersenior 1956–1958
- Bruno Wüstenberg (1912–1984), Erzbischof und Diplomat des Heiligen Stuhls, Mitglied seit 1931
- Heribert Heinemann (1925–2012), Profesor für Kirchenrecht in Bochum (1969–1991) Generalvikar in Essen (1992–1993), Mitglied seit 1947
- Arnold Poll (1925–2016), Präsident des Kindermissionswerkes (1980–2000), Mitglied seit 1950
- Manfred Melzer (1944–2018), Weihbischof in Köln (1995–2015), Mitglied seit 1966
- Wolfgang Bretschneider (1941–2021), Professor für Liturgik und Kirchenmusik in Köln, Düsseldorf und Bonn (seit 1977), Amicus seit 1975, Ehrenmitglied seit 1988
- Norbert Trelle (* 1942), Bischof von Hildesheim (2006–2017), Mitglied seit 1962
- Friedhelm Hofmann (* 1942), Bischof von Würzburg (2004–2017), Mitglied seit 1963
- Hans Ferdinand Fuhs (1942–2023), Professor für Altes Testament in Paderborn (1926–2008), Mitglied seit 1963
- Heiner Koch (* 1954), Erzbischof von Berlin (seit 2015), Mitglied seit 1974
- Gerd Bachner (* 1945), Kölner Dompropst (2015–2020), Amicus seit 1976, Ehrenmitglied seit 1992
- Karl Jüsten (* 1961), Leiter des Katholischen Büros Berlin (seit 2000), Amicus seit 1984
- Robert Kleine (* 1967), Dom- und Stadtdechant in Köln (seit 2012), Mitglied seit 1986
- Markus Hottgenroth (* 1970), Schauspieler, Mitglied seit 1990